# كارل هيرمان زان
كارل هيرمان زان (بالألمانية: Karl Hermann Zahn)‏ (و. 1865 – 1940 م) هو عالم نبات، وأستاذ جامعي من ألمانيا .
توفي في هايغرلخ ، عن عمر يناهز 75 عاماً.

## التعليم
تعلم في معهد كارلسروه للتكنولوجيا